# Cleome parvipetala
Cleome parvipetala là một loài thực vật có hoa trong họ Màng màng. Loài này được R.A.Graham mô tả khoa học đầu tiên năm 1958.